# Brust

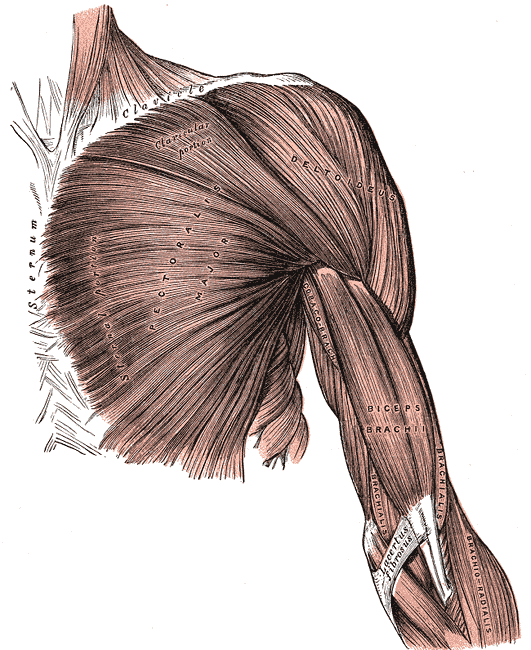
Oberflächliche Muskulatur der Brust und des Oberarms beim Menschen

Die Brust ist die vordere Hälfte des Rumpfes bei Wirbeltieren. 
Die Brustwand (lateinisch pectus, Adjektiv pectoralis) begrenzt zusammen mit dem Zwerchfell die Brusthöhle (Cavum thoracis) mit den in ihr liegenden Organen, deren knöcherne Grundlage der Brustkorb (Thorax) ist. Der Brustkorb besteht aus der Brustwirbelsäule, den Rippen (Costae) und dem Brustbein (Sternum). Der größte Muskel der Brust ist der große Brustmuskel (Musculus pectoralis major). Der Lymphabfluss aus der Brust erfolgt vorwiegend über die Achsellymphknoten.
Der Begriff „Brust“ wird auch für die Brust mit der Brustdrüse (Mamma) verwendet. Die Anordnung der Milchdrüse (Glandula mammaria) im Bereich der Brust ist jedoch nur für wenige Säugetiere typisch. Auch die Lunge und die tiefen Atemwege werden gelegentlich als Brust bezeichnet.

## Etymologie
Das Wort mhd., ahd. brust ist verwandt mit mhd. briustern „aufschwellen“, gehört zu der idg. Wurzelform bhreus- „schwellen, sprießen“ und bezeichnet ursprünglich die beiden weiblichen Brüste.